# Kepler-452
Kepler-452 é uma estrela anã amarela localizada na constelação de Cygnus. Tem uma temperatura semelhante à do Sol, mas é 20 por cento mais brilhante, é 3,7 por cento maior e tem um diâmetro 11 por cento maior. A estrela também é 1,5 bilhão de anos mais velho do que o Sol, tendo uma idade de cerca de seis bilhões de anos. Portanto, ele está em um estado mais avançado de sua evolução, mas ainda está na sequência principal. A estrela está a 1400 anos luz de distância do Sistema Solar. Na velocidade da New Horizons levaria cerca de 25 800 mil anos para se chegar lá.

## Sistema planetário
Ela tem pelo menos um exoplaneta confirmado, o Kepler-452b, descoberto em julho de 2015 pelo telescópio espacial Kepler e sua descoberta foi anunciada publicamente pela NASA em 23 de julho de 2015.
| Planeta | Massa    | Semieixo maior (UA) | Período orbital (dias) | Excentricidade |
| ------- | -------- | ------------------- | ---------------------- | -------------- |
| b       | 5 ± 2 M⊕ | 1,046 ± 0,019       | 384, 843               | -              |